# Kenneth van Kempen
Kenneth Jacobus van Kempen (Weert, 2 aprile 1987) è un ex cestista olandese.